# Marte (astrologia)

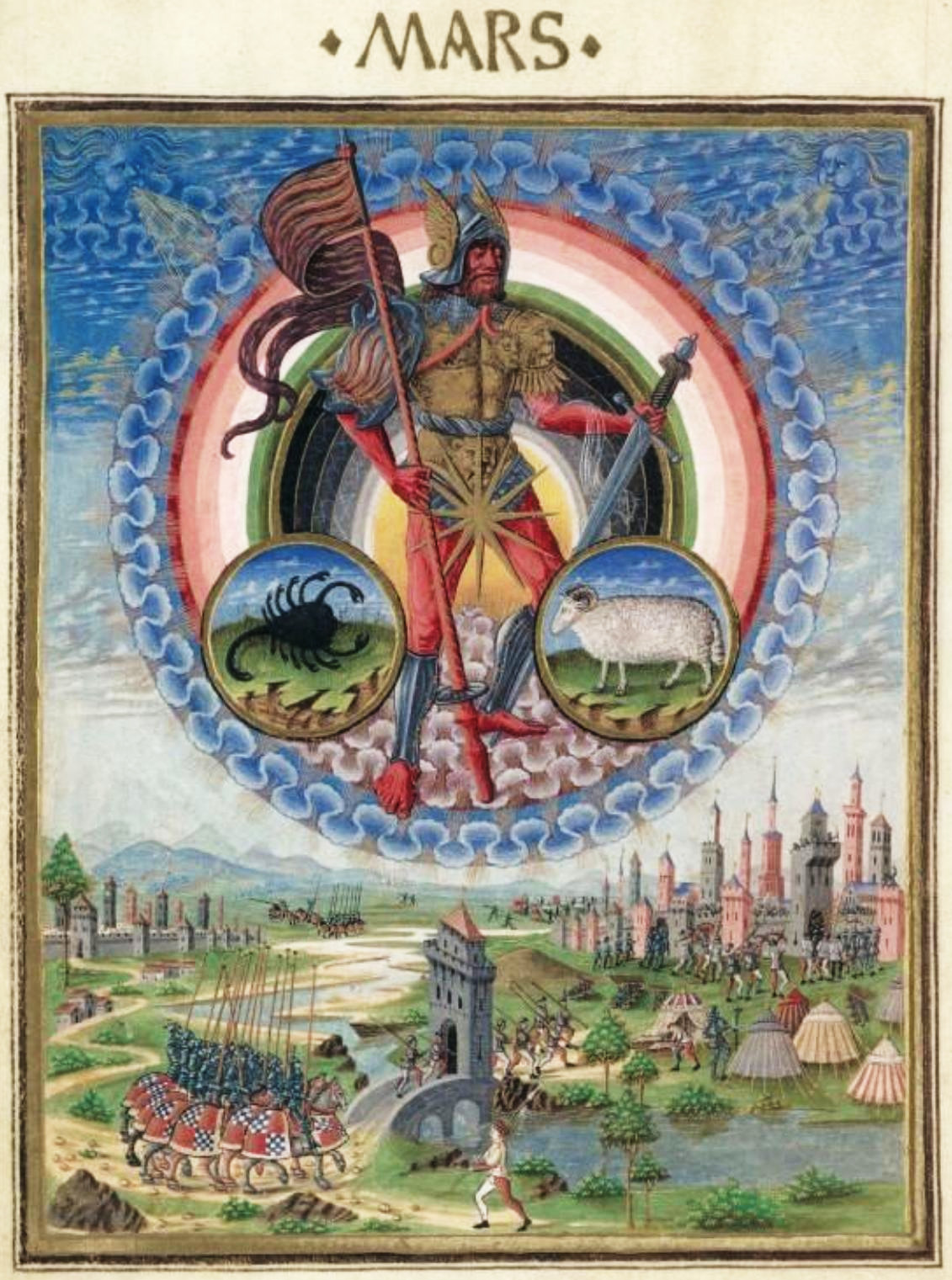
Personificazione di Marte (miniatura dal codice astrologico De Sphaera della Biblioteca Estense, Modena).

Marte è il quarto pianeta del sistema solare in ordine di distanza dal Sole. In astrologia è associato alle qualità dell'aggressività, dell'azione, del dinamismo e dell'impulsività.

## Caratteristiche e posizioni
(Claudio Tolomeo, Tetrabiblos, II, 3, 44)

Simbolo astrologico di Marte, il cui ideogramma è passato a indicare il gamete maschile nelle scienze naturali.

Secondo l'astrologia, Marte ha il suo domicilio nell'Ariete e nello Scorpione, governando le relative case astrologiche I e VIII, che attengono rispettivamente alla realizzazione personale, ed al sacrificio altruistico. Di conseguenza l'esilio è in Bilancia ed in Toro. L'esaltazione è in Capricorno mentre la caduta in Cancro.
Si tratta di un pianeta dall'identità prevalentemente maschile, pur essendo mosso dall'inconscio, essendo cioè portato a «reagire» più che ad «agire». Secondo la mitologia greca, il dio Ares (corrispettivo del Marte latino) era figlio di sola madre, essendo stato generato da Era autonomamente, senza il contributo di Zeus.
Per i Greci come per i Romani era il dio della guerra, oltre che un amante focoso e virile. Presso i Romani, tuttavia, la sua virilità è incanalata nel senso della paternità, essendo Marte il padre naturale di Romolo, e preposto alla tutela della stirpe.
Dante Alighieri colloca nel Cielo di Marte i guerrieri della fede. Nel Convivio lo paragona alla musica, sia per la sua posizione mediana ed armonica, sia per la sua capacità di attrarre gli spiriti umani distogliendoli da ogni altra attività.
(Dante, Convivio, II, 13, 21-22)
Sul piano alchemico, Marte è associato al ferro e al colore rosso. Secondo la moderna concezione esoterica, sul corpo eterico di Marte, di cui il pianeta fisico è solo l'espressione visibile, hanno dimora gli spiriti luciferici, che esercitano un influsso sulla Terra accendendo negli uomini desideri e impulsi sfrenati di libertà ed emancipazione.

## Marte nei segni
Marte in Ariete
Il nativo con Marte nel segno dell'Ariete è facilmente irritabile, ed ha una notevole forza interiore. Può essere molto pericoloso durante i suoi scoppi d'ira ma tende a calmarsi velocemente e a comportarsi come se non fosse successo niente. La sua determinazione è molto marcata ma è più diretta verso soddisfazioni istantanee. Molta impulsività ma c'è difficoltà a prolungare lo sforzo, impazienza. Sessualmente il nativo è dotato di un forte interesse, non ha tabù su quest'aspetto. Il sesso è vissuto passionalmente.
Marte in Toro
Il nativo è calmo, lento nei movimenti e molto caparbio. Qui la pazienza e l'endurance sono le qualità migliori. È capace di sopportare molto a lungo prima di reagire, ma allora le azioni sono mirate e semplici. Non si tratta di una personalità eccessivamente contorta, perlomeno nel suo modo di agire, ma piuttosto lineare e restìa a cambi bruschi o svolte improvvise. Di solito molto leale e fedele. Può essere pigro e può eccedere nei piaceri terreni. Dal punto di vista sessuale, marte in toro ama i ritmi lenti. È molto convenzionale e per lui il contatto emotivo durante l'amplesso è fondamentale. Le donne con questa posizione possono cercare uomini più grandi e seri, capaci di fornire protezione ma mai eccessivamente aggressivi.
Marte in Gemelli
Il nativo è inquieto e socievole. È una posizione piuttosto imprevedibile questa, per Marte, perché può anche produrre personalità apertamente in conflitto con l'ambiente circostante. Di solito c'è un notevole idealismo, l'intelligenza è pronta e si può sviluppare un eloquio accattivante. Queste personalità possono cambiare spesso ambiente quando si sentono sotto pressione, frequenti gli studi superiori. Il nativo può avere poca endurance, anche meno che nel caso di marte in ariete, e può annoiarsi molto in fretta. L'eccitazione sessuale, con questa posizione, passa prima dal cervello. Le donne adorano un conversatore abile e brillante e possono essere eccitate dal parlare sporco. Gli uomini sanno sedurre con le parole.
Marte in Cancro
I nativi sono remissivi e tranquilli ma molto sensibili all'ambiente familiare e al loro più privato gruppo di amici. Possono diventare persone vendicative, ma normalmente non hanno molta aggressività. Con marte in cancro si ha scarsa forza d'iniziativa e si può essere timidi, però, la forza interiore è sviluppata. Le emozioni sono un'arma, qui, i nativi hanno comportamenti passivo-aggressivi e sono maghi nell'arte del trattamento del silenzio. La sessualità è variabile la costante è un gran trasporto emotivo. Non sono amanti superficiali e raramente hanno avventure insignificanti. L'uomo ideale per le donne con marte in cancro è tranquillo, poco aggressivo e sensibile ma dai valori solidi.
Marte in Leone
Il nativo è molto orgoglioso e sicuro di sé. Ha notevoli capacità organizzative e una buona forza di volontà. Può essere molto permaloso e scatta se si attacca il suo ego o si tenta di umiliarlo. Dá importanza al giudizio degli altri e può essere vanitoso. Sessualmente, grande attenzione alla schiena, in particolare per gli uomini.
Marte in Vergine
Il nativo tende a essere silenzioso e pacato ma, dentro, è molto nervoso e anche rancoroso. Spesso si ha una forte energia mentale, capacità di concentrazione e senso del dovere, ma si può essere pedanti e soprattutto ci sono difficoltá a distaccarsi e vedere le cose dall'alto. Sessualmente molto metodici, non particolarmente focosi ma efficaci. 
Marte in Bilancia
Il nativo è indeciso, molto socievole e raramente si arrabbia. Con questa posizione si può anche rifiutare ogni ostilità, in ogni caso. Difficilmente queste persone saranno solitarie, hanno bisogno di altra gente per avere un centro stabile da cui partire per realizzare sé stessi. Ci può essere la tendenza a procrastinare e a essere piuttosto sbrigativi negli impegni. Cambi continui o, al contrario, rassegnazione a un percorso anche se si desidera cambiare. Sessualmente c'è molto charme, seduzione intellettuale, galanteria. Sia uomini che donne sono passivi e sono più concentrati nel piacere del partner e nella piacevolezza dell'ambiente circostante piuttosto che in sé stessi.
Marte in Scorpione
Il nativo è spesso dotato di una marcata forza di volontà. C'è la sensazione di non aver bisogno di nessuno perché l'autostima ha radici molto profonde e non dipende dall'esterno. Questo può portare ad una certa arroganza, sufficienza e indifferenza verso gli altri. Notevole capacità d'adattamento e caparbietà, di solito gli obiettivi sono pochi ma chiari. Il nativo è molto carismatico e misterioso. Sessualmente, questo soggetto è esplosivo, quando si abbandona lo fa con una passione travolgente. Vive il sesso come un'esperienza prevalentemente fisica, ci può essere un gusto per la brutalità a letto. Di solito l'uomo non dura a lungo ma il suo periodo refrattario è breve.